# Lex Ursonensis
La Lex Ursonensis, también denominada Ley de Urso o Ley colonial de Osuna, era una ley reguladora de la colonia romana Genetiva Iulia, ubicada en la Hispania romana. La Ursonensis era, además, una lex data, es decir, dada por el magistrado, previamente autorizado para ello. 
Fue promulgada por Marco Antonio en el año 44 a. C., y es muy posible que derive de un conjunto de proyectos legislativos llevados a cabo por César para unificar el régimen de las colonias y los municipios y que dejó sin terminar al ser asesinado.
Esta ley se conserva en unas tablas halladas en Osuna (el antiguo Urso) a finales del siglo XIX (bronces de Osuna), y en once fragmentos encontrados en El Rubio a principios del siglo XX. En la actualidad se encuentran en el Museo Arqueológico Nacional, en Madrid. 
Urso se identifica con la actual Osuna, y fue fundada por el propio Julio César. Los colonos eran ciudadanos romanos procedentes del proletariado urbano. 
(Véase también «plebe») 

## Marco histórico
Tras las luchas entre César y Pompeyo, durante el periodo republicano, aquel decidió fundar en Osuna una colonia de ciudadanos, llamada Genetiva Iulia en honor a la diosa Venus Genetrix , protectora de la Gens Iulia, a la que pertenecía el propio César.

## Leyes de colonias y de municipios
En Hispania había dos leyes fundamentales:
- La Ley de Urso, de carácter colonial.

- La Lex Flavia Municipalis, tipo de ley de carácter municipal del que puede ser un ejemplo la Lex Flavia Malacitana.

Las leyes ordenadoras de colonias y municipios fueron leges datae, es decir, dadas directamente por un magistrado autorizado para ello por los comicios en virtud de una ley comicial. Aun conservándose otras leyes de fuera de Hispania, se puede afirmar que los textos hallados en la península ibérica constituyen una fuente básica para el conocimiento de ese vasto fenómeno que fue la romanización jurídica provincial.

## Etapas de confección de laLex Ursonensis
- 1. La redacción del proyecto por parte de César.
- 2. La datio de la ley por parte de Marco Antonio.
- 3. La grabación material de los bronces de Osuna.

Los bronces son una reedición posterior del texto original de Marco Antonio, y datan del último tercio del siglo I d. C., con la peculiaridad de que todo el texto está interpolado. Aunque es muy difícil precisar de quién y de cuándo son las interpolaciones, se cree posible que ya Marco Antonio hubiera modificado el proyecto de César; pero también, que otras interpolaciones sean ulteriores. 
De la Ley de Urso se conservan ahora algo más de 50 capítulos de los 142 que se cree que tenía.

## Contenido de la ley
Trata de muy diversas cuestiones de régimen local:
- Magistrados
- Funcionarios
- Ingresos de la colonia: Arriendos públicos (Vectigalia), multas por impagos, etc.
- Colegios sacerdotales de pontífices y de augures
- Orden procesal
- Obras públicas:
  - Sistemas de saneamientos
  - Carreteras y caminos
  - Mantenimiento de aguas públicas
  - Distribución de terrenos
- Policía interna
- Defensa militar
- Regulación viaria
- Ritos funerarios